# Les Oignons roses
Les Oignons roses est un tableau du peintre français Henri Matisse réalisé en 1906-1907. Cette huile sur toile est une nature morte représentant quatre bulbes d'oignon devant trois vases décorés. L'œuvre est conservée au Statens Museum for Kunst, à Copenhague, au Danemark, depuis 1928.